# ハマダーン州
ハマダーン州（ハマダーンしゅう、ペルシア語: استان همدان, ラテン文字転写: Ostān-e Hamadān）は、イランの州（オスターン）。州都はハマダーン。面積19,546km²、人口は1,738,234人（2016年国勢調査）。
州都ハマダーンのほかトイセルカーン、ネハーヴァンド、マラーイェル、アサダーバード、バハール、ラザン、キャボド・ラーハングの諸都市がある。

## 地理と気候
ハマダーン州は北西から南西にザーグロス山脈の一部「アルヴァンド」の山々が走り、全体に標高の高い地域にある。
ハマダーンは夏穏やかで、冬はかなり寒く、亜寒帯気候である。州都ハマダンの1月の平均最低気温は-10度を下回る。
| ハマダーンの気候                             | ハマダーンの気候 | ハマダーンの気候 | ハマダーンの気候 | ハマダーンの気候 | ハマダーンの気候 | ハマダーンの気候 | ハマダーンの気候 | ハマダーンの気候 | ハマダーンの気候 | ハマダーンの気候 | ハマダーンの気候 | ハマダーンの気候 | ハマダーンの気候 |
| 月                                           | 1月              | 2月              | 3月              | 4月              | 5月              | 6月              | 7月              | 8月              | 9月              | 10月             | 11月             | 12月             | 年               |
| -------------------------------------------- | ---------------- | ---------------- | ---------------- | ---------------- | ---------------- | ---------------- | ---------------- | ---------------- | ---------------- | ---------------- | ---------------- | ---------------- | ---------------- |
| 平均最高気温 °C （°F）                       | 2.0 (35.6)       | 4.3 (39.7)       | 11.5 (52.7)      | 18.1 (64.6)      | 23.9 (75)        | 30.9 (87.6)      | 34.9 (94.8)      | 34.2 (93.6)      | 29.8 (85.6)      | 21.9 (71.4)      | 13.7 (56.7)      | 5.9 (42.6)       | 19.26 (66.66)    |
| 平均最低気温 °C （°F）                       | −10.5 (13.1)     | −8.2 (17.2)      | −2.1 (28.2)      | 2.7 (36.9)       | 6.4 (43.5)       | 9.8 (49.6)       | 13.9 (57)        | 12.8 (55)        | 7.0 (44.6)       | 2.5 (36.5)       | −2.1 (28.2)      | −6.6 (20.1)      | 2.13 (35.83)     |
| 降水量 mm （inch）                           | 46.3 (1.823)     | 43.6 (1.717)     | 49.4 (1.945)     | 49.8 (1.961)     | 37.8 (1.488)     | 3.7 (0.146)      | 2.0 (0.079)      | 1.8 (0.071)      | 0.8 (0.031)      | 20.7 (0.815)     | 26.9 (1.059)     | 40.9 (1.61)      | 323.7 (12.745)   |
| 平均降水日数                                 | 11.6             | 11.1             | 12.4             | 12.1             | 9.5              | 2.0              | 1.3              | 1.6              | 1.0              | 5.6              | 6.8              | 10.1             | 85.1             |
| 出典：World Meteorological Organisation (UN) |                  |                  |                  |                  |                  |                  |                  |                  |                  |                  |                  |                  |                  |

## 歴史

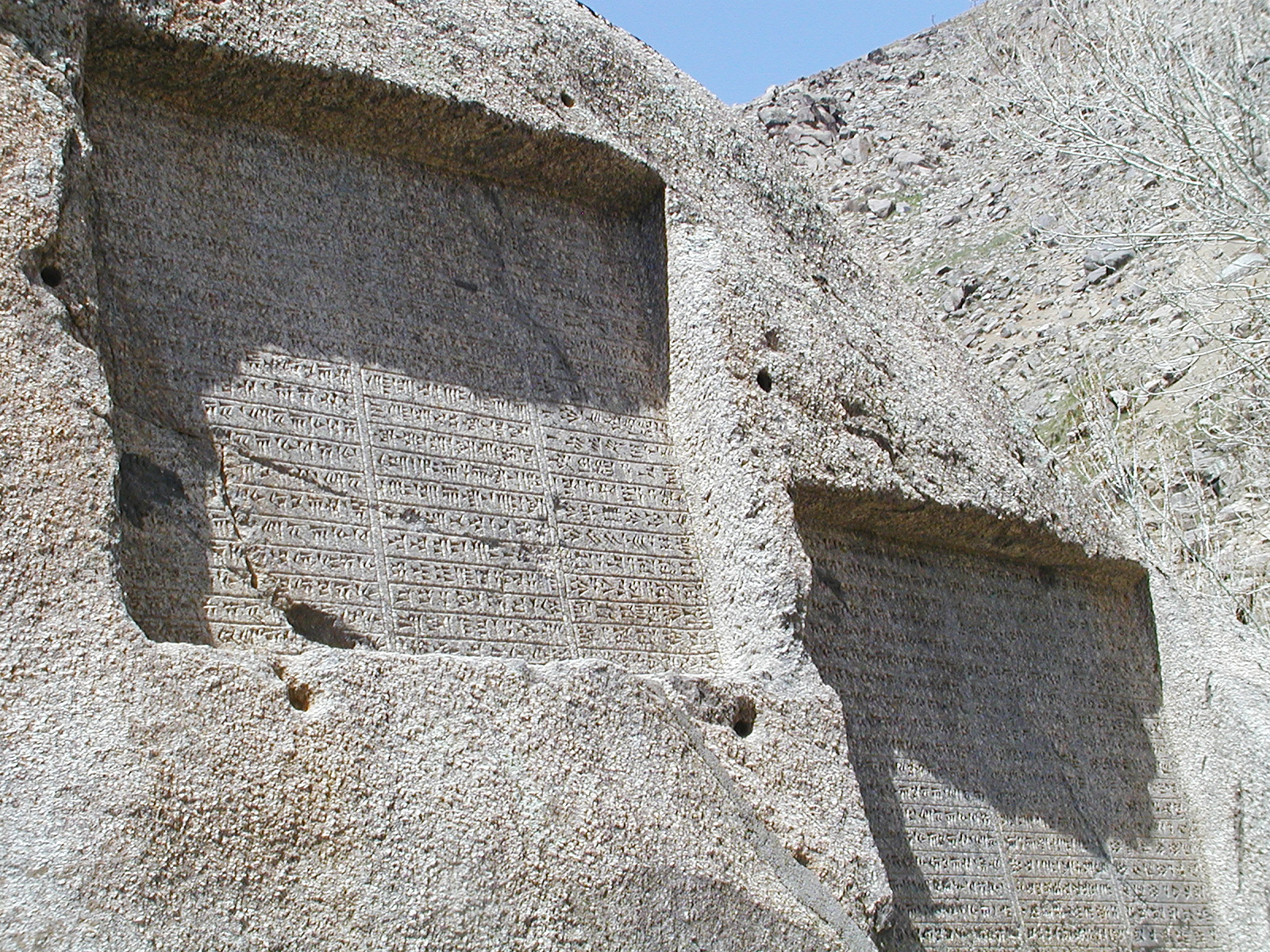
ギャンジュ・ナーメ。ダリウスの献詞がある。紀元前5世紀

ハマダーン州はイラン文明で最も古い歴史をもつ地域の一つで、州内の遺跡がこれを物語る。詩人フェルドウスィーによると、神話時代、偉大なる王ジャムシードにより建設されたという伝説をもつ。今日のハマダーンは、古代オリエントのメディア王国の首都エクバタナであった。
ヘロドトスによれば、紀元前8世紀ころ、デイオケスという人物が現れてメディアを統合し、エクバタナに7重の城壁（ハフト・ヘサール）を巡らせて都として成長させたとある。当時はバビロンの塔に劣らぬ偉容を誇ったという。その後も、メディアの歴代王によって、周辺の開発が進み、帝国の巨大な首都へと変貌していったとされる。
メディア滅亡後も、アケメネス朝ペルシアおよびアルサケス朝の夏の都（夏営地）として栄え、サーサーン朝時代にも夏の宮殿が置かれた。
642年、ニハーヴァンドの戦いがあり、ハマダーンはアラブの手に落ち、繁栄は衰退にかわった。ブワイフ朝下でも多くの害を被るが、11世紀にはセルジューク朝がバグダードから再遷都した。
ハマダーンは支配勢力の権力の盛衰にともない常に襲撃の的となったが、ティムールの侵攻では完全に破壊され、繁栄を取り戻すのはサファヴィー朝の時代である。18世紀には都市はオスマン朝に降伏するが、英傑ナーディル・シャー・アフシャールによって押し返し、オスマン朝との和平によって、再びイランに戻った。
ハマダーンの街は東西交易路、イラン西部の交通の大動脈上に位置し、近代に至るまで交易・商業から大きな利益を得た。

## 今日のハマダーン

### 高等教育機関
1. イブン・スィーナー大学
2. ハマダーン医科大学
3. イスラーム自由大学ハマダーン
4. イスラーム自由大学トイセルカーン

### 旧跡
州内には歴史的遺産が多く、イラン文化遺産協会には442ヵ所が登録されている。そのうち以下のようなものが有名。
1. 詩人バーバー・ターヘル廟
2. ギャンジュ・ナーメ（ダーラヤワウ大王（ダレイオス1世）の献詞）
3. エステルおよびモルデカイ廟
4. アリー・サドル（アルデレス）洞
5. イブン・スィーナー廟
6. ギャンジュ・ナーメの滝